# Danhatchia australis
Danhatchia australis là một loài thực vật có hoa trong họ Lan. Loài này được (Hatch) Garay & Christenson mô tả khoa học đầu tiên năm 1995.